# Лефлер, Генрих
Генрих Лефлер (7 ноября 1863 — 17 марта 1919) — австрийский художник, книжный иллюстратор и театральный декоратор.

## Биография
Генрих Лефлер родился в 1863 году в семье австрийского художника Франца Лефлера. С 1880 по 1884 год учился в Вене в Академии изобразительных искусств у Кристиана Грипенкерля, затем продолжил обучение в Мюнхенской академии художеств у Николаоса Гизиса и Вильгельма фон Диц.
Выполнил росписи потолка плафона
Одесского театра оперы и балета.
С 1900 по 1903 Лефлер был главным художником в Венской опере, возглавляемой в то время известным композитором и дирижёром Густавом Малером.
С 1903 преподавал в Академии изобразительных искусств (среди его учеников были Р. Герстль и А. Колиг) и одновременно работал декоратором в Венском Бургтеатре.
Генрих Лефлер также был одним из первых художников Австрии, который активно работал в области прикладного искусства. Он создавал рекламные плакаты для фирм, разрабатывал оформление банковских купюр, писал фрески для вилл, замков, отелей.
Лефлер также иллюстрирует многочисленные издания журналов, календарей, книг. К этим работам, в частности, относятся иллюстрированное издание сказки Андерсена Свинопас (1897) и серия иллюстраций к сказкам братьев Гримм «Grimm’s Märchen» (1905), которые являются яркими образцами европейского модерна.
Умер Лефлер в 1919 году. В 1932 году одна из улиц Вены была названа в его честь.

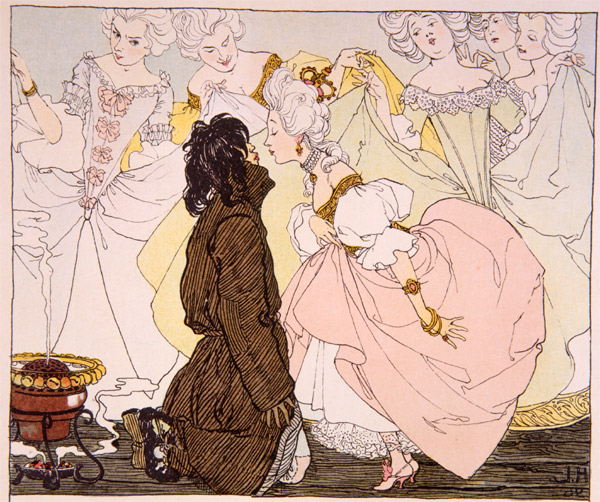
Иллюстрация к сказке Андерсена «Свинопас», Вена, 1897
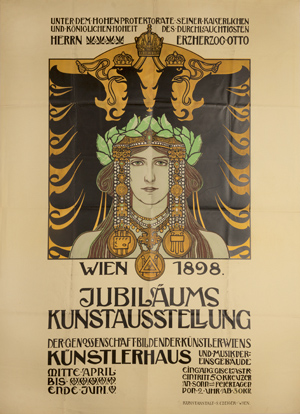
Постер к юбилейной выставке 1898 года в
Военная облигация, 1917